# Frisvadvej Station
Frisvadvej Station er en jernbanestation i Varde nær det nu nedlagte Varde Sygehus. Stationen er et trinbræt på Varde-Nørre Nebel Jernbane.
Frisvadvej
| Foregående station |  | Arriva                                  |  | Efterfølgende station     |
| ------------------ |  | --------------------------------------- |  | ------------------------- |
| Vardemod Esbjerg   |  | Vestbanen Esbjerg - Varde - Nørre Nebel |  | Varde Vestmod Nørre Nebel |

55°37′39.9″N 8°29′12″Ø / 55.627750°N 8.48667°Ø
| Jernbane | Spire Denne jernbaneartikel er en spire som bør udbygges. Du er velkommen til at hjælpe Wikipedia ved at udvide den. |